# 1972 في المكسيك
فيما يلي قوائم الأحداث التي وقعت خلال عام 1972 في المكسيك.

## برامج ومسلسلات وأنمي
- الجندب الأحمر
- إل شافو ديل أوتشو
- تشيسبيريتو

## مواليد

### يناير
- 1 يناير – تاتيانا بيلباو مهندسة معمارية مكسيكية.
- 1 يناير – جولييان هرنانديز
- 1 يناير – ديانا سالازار رسامة مكسيكية.
- 1 يناير – سيرجيو دي لا توري مصور من الولايات المتحدة الأمريكية.
- 1 يناير – غيلبرت كاستيلانوس
- 1 يناير – فانيسا روبيو ماركيز
- 7 يناير – أدولفو بونيلا غوميز سياسي مكسيكي.
- 10 يناير – رافاييل رودريغيز غونزاليس سياسي مكسيكي.
- 22 يناير – كاتي بربري ممثلة مكسيكية.

### فبراير
- 2 فبراير – خوليو سيزار مورينو ريفيرا سياسي مكسيكي.
- 15 فبراير – ريكاردو تريفينيو سائق رالي مكسيكي.

### مارس
- 15 مارس – مارتين بالاسيوس كالديرون سياسي مكسيكي.

### أبريل
- 1 أبريل – ماركو أوسوريو لاعب كرة مضرب مكسيكي.
- 12 أبريل – ألفونسو ماركيز
- 23 أبريل – باتريسيا مانتيرولا ممثلة مكسيكية.
- 26 أبريل – فرنسيسكو كوردوفا لاعب كرة قاعدة مكسيكي.

### مايو
- 3 مايو – أوريليو كانو فلوريس مهرب مخدرات مكسيكي.
- 3 مايو – جبريل سوريانو مخرج أفلام مكسيكي.
- 3 مايو – لويس فيليبي بينيا لاعب كرة قدم مكسيكي.
- 5 مايو – لورا سانشيز سبّاحة مكسيكية.
- 15 مايو – هوراسيو مارتينيز ميزا سياسي مكسيكي.
- 23 مايو – فيكتور إسبينوزا فارس من الولايات المتحدة الأمريكية.
- 31 مايو – جيلبيرتو أدام سولتيرو لاعب كرة قدم مكسيكي.

### يونيو
- 9 يونيو – جوزيه ماريا مارتينيز مارتينيز سياسي مكسيكي.
- 12 يونيو – فرنسيسكو دييغو أغيلار سياسي مكسيكي.
- 15 يونيو – كارلوس غونزاليس ملاكم مكسيكي.
- 20 يونيو – إغناثيو سانشيز باريرا لاعب كرة قدم مكسيكي.
- 20 يونيو – حزقيال كاسترو لاعب كرة قاعدة مكسيكي.
- 26 يونيو – خوان لويس مارتينيز مارتينيز سياسي مكسيكي.

### يوليو
- 5 يوليو – ماركوس أغيلار فيغا سياسي مكسيكي.
- 10 يوليو – جيراردو رودريغيز عالم اقتصاد مكسيكي.
- 16 يوليو – إنريكي سانشيز ملاكم مكسيكي.

### أغسطس
- 8 أغسطس – دينيس غيريرو مغنية مكسيكية.
- 12 أغسطس – فرنسيسكو كامبوس
- 14 أغسطس – دولس ماريا رودريغيز عداءة مراثونية مكسيكية.
- 17 أغسطس – روبرتو راميريز لاعب كرة قاعدة مكسيكي.
- 23 أغسطس – مانويل فيدريو لاعب كرة قدم مكسيكي.
- 25 أغسطس – راؤول رويز سياسي أمريكي.
- 26 أغسطس – أندريس أغيري روميرو سياسي مكسيكي.

### سبتمبر
- 9 سبتمبر – جورج بيريز ممثل أمريكي.
- 9 سبتمبر – روبرتو لوبيز سواريز سياسي مكسيكي.
- 24 سبتمبر – بيير أنجيلو ممثل مكسيكي.
- 26 سبتمبر – خوسيه أندريس بيريز لاعب كرة قدم مكسيكي.

### أكتوبر
- 6 أكتوبر – بينغي جيل لاعب كرة قاعدة مكسيكي.
- 7 أكتوبر – ليوناردو ألفاريز رومو سياسي مكسيكي.
- 15 أكتوبر – كارلا ألفاريز ممثلة مكسيكية.
- 23 أكتوبر – كيت ديل كاستيلو
- 24 أكتوبر – ماركو أنطونيو غونزاليس فالديز سياسي مكسيكي.
- 26 أكتوبر – لويس أنطونيو ماسياس لوزانو لاعب كرة قدم مكسيكي.

### نوفمبر
- 12 نوفمبر – خيسوس شافيز ملاكم مكسيكي.
- 23 نوفمبر – ميجيل دي إيكازا
- 27 نوفمبر – كارينا ريكو موسيقية مكسيكية.

### ديسمبر
- 7 ديسمبر – أوليفر فرنانديز لاعب كرة مضرب مكسيكي.
- 15 ديسمبر – جبريل سيمون
- 31 ديسمبر – كلاوديو برموديز مغني مكسيكي.

## وفيات

### فبراير
- 2 فبراير – غينارو فاسكيز روجاس (مواليد 1931)

### مايو
- 8 مايو – بياتريس ورسلي (مواليد 1922) عالِمة حاسوب كندية.
- 28 مايو – لويس دي لا فيوينت (مواليد 1914) لاعب كرة قدم مكسيكي.

### يوليو
- 1 يوليو – بينيتو إراولا كونتريرز (مواليد 1905) لاعب كرة قدم مكسيكي.
- 2 يوليو – رافاييل مونيوث (مواليد 1899) كاتب مكسيكي.

### سبتمبر
- 17 سبتمبر – رافاييل بيرنال (مواليد 1915)

### نوفمبر
- 25 نوفمبر – إنريكي إيشيفيريا (مواليد 1923) رسام مكسيكي.